# Окунев, Вячеслав Александрович
Вячеслав Александрович Окунев (род. 26 января 1957 года, Ленинград) — театральный художник-постановщик, художник по костюмам, главный художник Михайловского театра, художник-постановщик Мариинского театра, лауреат Государственных премий Республик Молдова, Беларусь и Казахстан; лауреат Высшей театральной премии Санкт-Петербурга Золотой софит. Народный художник Российской Федерации (указ Президента Российской Федерации от 19.05.2011 г. № 6472).
Окончил постановочный факультет Ленинградского института театра, музыки и кинематографии имени Н.К. Черкасова (мастерская И.Г. Сегаля) в 1979 г. Дебютировал в 1977 г. балетом «Жизель» А. Адана в Государственном академическом театре оперы и балета им. С.М. Кирова (ныне Мариинский).
С 2019 года - член жюри и главный эксперт ежегодного международного фестиваля и конкурса цифровой сценографии и режиссуры в театре для молодых медиа-художников и режиссеров мультимедиа Digital Opera.

## Творчество
В качестве художника-постановщика и художника по костюмам осуществил более 350 постановок.
| Год  | Театр                                                | Спектакль                               | Примечание                                                    |
| 1978 | Мариинский театр                                     | Жизель                                  | А. Адана                                                      |
| 1980 | Мариинский театр                                     | История Кая и Герды                     |                                                               |
| 1980 | Мариинский театр                                     | Ревизор                                 | А.В. Чайковского                                              |
| 1981 | Мариинский театр                                     | Сильфида                                |                                                               |
| 1989 | Мариинский театр                                     | Хованщина                               | возобновление декораций Федора Федоровского                   |
| 1990 | Мариинский театр                                     | Петрушка                                | И.Ф. Стравинский                                              |
| 1991 | Мариинский театр                                     | Любовь к трем апельсинам                | С.С. Прокофьев                                                |
| 1992 | Мариинский театр                                     | Коппелия                                | Л. Делиб                                                      |
| 1993 | Мариинский театр                                     | Анна Каренина                           | Р.К. Щедрин                                                   |
| 1993 | Мариинский театр                                     | Кащей Бессмертный                       | Н.А. Римского-Корсаков                                        |
| 1993 | Мариинский театр                                     | Садко                                   | возобновление декораций Константина Коровина                  |
| 1995 | Мариинский театр                                     | Мавра                                   | И.Ф. Стравинский                                              |
| 1997 | Мариинский театр                                     | Свадебка                                | И.Ф. Стравинский                                              |
| 1998 | Мариинский театр                                     | Свадьба Фигаро                          | В.А. Моцарт                                                   |
| 1998 | Мариинский театр                                     | Аида                                    | возобновление декораций Петра Шильдкнехта                     |
| 2001 | Мариинский театр                                     | Барышня и хулиган                       |                                                               |
| 2001 | Мариинский театр                                     | Князь Игорь                             | возобновление декораций Нины Тихоновой и Николая Мельникова   |
| 2008 | Мариинский театр                                     | Псковитянка                             | возобновление декораций Федора Федоровского                   |
| 2009 | Мариинский театр                                     | Севильский цирюльник                    |                                                               |
| 2009 | Мариинский театр                                     | Мазепа                                  | возобновление декораций Александра Константиновского          |
| 2014 | Мариинский театр, Приморская сцена                   | Евгений Онегин                          |                                                               |
| 2017 | Мариинский театр, Приморская сцена                   | Спящая красавица                        |                                                               |
| 2019 | Театр имени Ленсовета                                | В этом милом старом доме                | Режиссёр-постановщик Олег Леваков                             |
| 2019 | Creative Stairway Lab                                | Вий                                     | Евгений Загот, Артур Байдо                                    |
| 2020 | Мариинский театр                                     | Летучая мышь                            |                                                               |
| 2021 | Мариинский театр, филиал во Владикавказе             | Летучая мышь                            |                                                               |
| 2021 | Мариинский театр                                     | Орлеанская дева                         |                                                               |
| 2021 | Театр «Приют комедианта»                             | Дорогой мистер Смит                     |                                                               |
| 2021 | Мариинский театр                                     | Бенвенуто Челлини                       |                                                               |
| 2022 | Мариинский театр                                     | Любовь к трем апельсинам, возобновление | С.С. Прокофьев                                                |
| 2022 | Мариинский театр                                     | Итальянка в Алжире                      |                                                               |
| 2022 | Камерный музыкальный театр «Санктъ-Петербургъ Опера» | Иван Грозный                            | Ж. Бизе                                                       |
|      | Михайловский театр                                   | Джанни Скикки                           | Дж. Пуччини                                                   |
|      | Михайловский театр                                   | Медиум                                  | Дж. Менотти                                                   |
|      | Михайловский театр                                   | Человек из Ламанчи                      | М. Ли                                                         |
|      | Михайловский театр                                   | У начала твоей судьбы                   | И. Е. Рогалёва, постановка А. Петрова                         |
|      | Михайловский театр                                   | Сказка о царе Салтане                   | Н. А. Римского-Корсакова                                      |
|      | Михайловский театр                                   | Царская невеста                         | Н. А. Римского-Корсакова,                                     |
|      | Михайловский театр                                   | Травиата                                | Дж. Верди                                                     |
|      | Михайловский театр                                   | Отелло                                  | Дж. Верди                                                     |
|      | Михайловский театр                                   | Риголетто                               | Дж. Верди                                                     |
|      | Михайловский театр                                   | Реквием                                 | Дж. Верди,                                                    |
|      | Михайловский театр                                   | Тоска                                   | Дж. Пуччини,                                                  |
|      | Михайловский театр                                   | Кармен                                  | Ж. Бизе,                                                      |
|      | Михайловский театр                                   | Три мушкетёра                           | А. В. Чайковского,                                            |
|      | Михайловский театр                                   | Севильский цирюльник                    | Дж. Россини,                                                  |
|      | Михайловский театр                                   | Сильва                                  | И. Кальмана,                                                  |
|      | Михайловский театр                                   | Летучая мышь                            | И. Штрауса,                                                   |
|      | Михайловский театр                                   | Фауст                                   | Ш. Гуно,                                                      |
|      | Михайловский театр                                   | Пётр Первый                             | А. П. Петрова (постановки С. Гаудасинского),                  |
|      | Михайловский театр                                   | Золушка                                 | Б. Асафьева,                                                  |
|      | Михайловский театр                                   | Безмолвная жена                         | Р. Штрауса (постановки О. Мухортовой),                        |
|      | Михайловский театр                                   | Дон Жуан                                | В.-А. Моцарта (постановка К. Вагнера),                        |
|      | Михайловский театр                                   | Иоланта                                 | П. И. Чайковского (постановка С. Шепелёва),                   |
|      | Михайловский театр                                   | Тартюф                                  | К. Мичема (постановка А. Башловкина);                         |
|      | Михайловский театр                                   | Фадетта                                 | Л. Делиба,                                                    |
|      | Михайловский театр                                   | Дон Кихот                               | Л. Минкуса                                                    |
|      | Михайловский театр                                   | Баядерка                                | Л. Минкуса,                                                   |
|      | Михайловский театр                                   | Спящая красавица                        | П. И. Чайковского                                             |
|      | Михайловский театр                                   | Лебединое озеро                         | П. И. Чайковского,                                            |
|      | Михайловский театр                                   | Раймонда                                | А. К. Глазунова (постановки Н. Боярчикова),                   |
|      | Михайловский театр                                   | Тщетная предосторожность                | Л. Герольда (хореография и постановка О. Виноградова),        |
|      | Михайловский театр                                   | Жизель, или Вилисы                      | А. Адама (постановка Н. Долгушина),                           |
|      | Михайловский театр                                   | Спартак                                 | А. Хачатуряна (хореография Г. Ковтуна),                       |
|      | Михайловский театр                                   | Щелкунчик                               | П. И. Чайковского (хореография и постановка И. Бельского),    |
|      | Михайловский театр                                   | Щелкунчик, или Маша и мышиный король    | (постановка М. Большаковой),                                  |
|      | Михайловский театр                                   | Привал кавалерии                        | И. Армсгеймера (хореография П. Гусева)                        |
|      | Михайловский театр                                   | Лебединое озеро                         | возобновил сценографию С. Вирсаладзе, постановка М.Мессерера, |
|      | Михайловский театр                                   | Баядерка                                | постановка М.Мессерера                                        |
|      | Михайловский театр                                   | Дон Кихот                               | постановка М.Мессерера                                        |
|      | Михайловский театр                                   | Класс-концерт                           | постановка М.Мессерера                                        |
|      | Михайловский театр                                   | Корсар                                  | постановка М.Мессерера                                        |
|      | Михайловский театр                                   | Лауренсия                               | возобновил костюмы В. Рындина, постановка М.Мессерера         |
|      | Михайловский театр                                   | Пламя Парижа                            | возобновил сценографию В. Дмитриева, постановка М.Мессерера   |
|      | Михайловский театр                                   | Сильфида                                | возобновил сценографию С. Соломко, постановка М.Мессерера     |
|      | Большой театр России                                 | Сильфида                                | Х. Левенскьольда                                              |
|      | Большой театр России                                 | Хованщина                               | М.П. Мусоргский                                               |
|      | Большой театр России                                 | Русский Гамлет                          | хореография Бориса Эйфмана                                    |
|      | Камерный музыкальный театр «Санктъ-Петербургъ Опера» | Евгений Онегин                          | П.И. Чайковский                                               |
|      | Камерный музыкальный театр «Санктъ-Петербургъ Опера» | Тоска                                   | Дж. Пуччини                                                   |
|      | Камерный музыкальный театр «Санктъ-Петербургъ Опера» | Джанни Скикки                           | Дж. Пуччини                                                   |
|      | Камерный музыкальный театр «Санктъ-Петербургъ Опера» | Сестра Анжелики                         | Дж. Пуччини                                                   |
| 2022 | Санкт-Петербургский театр музыкальной комедии        | Пётр I                                  | Фрэнк Уайлдхорн                                               |
| 2023 | Санкт-Петербургский театр музыкальной комедии        | Франкенштейн                            | Роман Игнатьев                                                |
| 2023 | Театр «Приют комедианта»                             | Айсвилль                                |                                                               |
|      | Список дополняется                                   |                                         |                                                               |

Художник работает в зарубежных театрах, в Венской государственной опере, берлинской Государственной опере Унтер-ден-Линден, Израильской опере (Тель-Авив), Королевском театре Глазго, Национальной опере Греции (Афины), Большом театре – Национальной опере (Варшава), Венгерском государственном оперном театре (Будапешт), Национальном театре Кореи (Сеул), Новом национальном театре в Токио, Нью-Йорк Сити балете, Большом театре оперы и балета Республики Беларусь (Минск). Спектакли, оформленные Вячеславом Окуневым, шли на нескольких итальянских площадках: Ла Скала, Арена-ди-Верона, Оперный театр Кальяри.

## Награды и звания
1998 — Заслуженный художник Российской Федерации (Указ Президента Российской Федерации от 21.09.1998 г. № 1123)
2011 — Народный художник Российской Федерации (Указ Президента Российской Федерации от 19.05.2011 г. № 6472)
2020 — Лауреат Высшей театральной премии Санкт-Петербурга «Золотой софит» в номинации "Лучшая работа художника в музыкальном театре" за сценографию и костюмы к спектаклю «Скрипач на крыше» в постановке Льва Рахлина. Музыкальный руководитель — Юрий Крылов, Театр-фестиваль «Балтийский дом».
2023 — Лауреат Высшей театральной премии Санкт-Петербурга «Золотой софит» в номинации "Лучшая работа художника в музыкальном театре" за сценографию к спектаклю «Пётр I» в постановке Юрия Александрова
Лауреат Государственной премии Республики Молдова
Лауреат Государственной премии Беларусь
Лауреат Государственной премии Казахстан